# 1913
| [ Edytuj tabelę ]                                                | |
| Król Polski (tytularny)                                          | - 1894 Mikołaj II Romanow 1917 |
| Król Afganistanu                                                 | - 1901 Habibullah Chan 1919 |
| Książę Albanii                                                   | - 1912 Ismail Qemali 1914 |
| Premier Albanii                                                  | - 1912 Ismail Qemali 1914 |
| Współksiążęta Andory                                             | - 1907 Joan Baptista Benlloch i Vivó 1919 - 1906 Armand Fallières 1913 - 1913 Raymond Poincaré 1920                                      |
| Prezydent Argentyny                                              | - 1910 Roque Sáenz Peña 1914 |
| Premier Australii                                                | - 1910 Andrew Fisher 1913 - 1913 Joseph Cook 1914                                                                                        |
| Cesarz Austrii                                                   | - 1848 Franciszek Józef I 1916 |
| Król Bawarii                                                     | - 1886 Otto 1913 - 1913 Ludwik III 1918                                                                                                  |
| Król Belgów                                                      | - 1909 Albert I 1934 |
| Premier Belgii                                                   | - 1911 Charles de Broqueville 1918 |
| Król Bhutanu                                                     | - 1907 Ugyen Wangchuck 1926 |
| Prezydent Boliwii                                                | - 1909 Eliodoro Villazón 1913 - 1913 Ismael Montes 1917                                                                                  |
| Prezydent Brazylii                                               | - 1910 Hermes Rodrigues da Fonseca 1914                                                                                                  |
| Sułtan Brunei                                                    | - 1906 Muhammad Jamalul Alam II 1924 |
| Car Bułgarii                                                     | - 1887 Ferdynand I Koburg 1918 |
| Premier Bułgarii                                                 | - 1911 Iwan Geszow 1913 - 1913 Stojan Danew 1913 - 1913 Wasił Radosławow 1918                                                            |
| Prezydent Chile                                                  | - 1910 Ramon Barros 1915 |
| Prezydent Chin                                                   | - 1912 Yuan Shikai 1916 |
| Król Czarnogóry                                                  | - 1910 Mikołaj I Petrowić-Niegosz 1918                                                                                                   |
| Premier Czarnogóry                                               | - 1912 Mitar Martinović 1913 - 1913 Janko Vukotić 1914                                                                                   |
| Król Czech                                                       | - 1848 Franciszek Józef I 1916 |
| Król Danii                                                       | - 1912 Chrystian X 1947 |
| Premier Danii                                                    | - 1910 Klaus Berntsen 1913 - 1913 Carl Theodor Zahle 1920                                                                                |
| Dalajlama                                                        | - 1878 Thubten Gjaco 1933 |
| Prezydent Dominikany                                             | - 1912 Adolfo Alejandro Nouel (tymcz.) 1913 - 1913 José Bordas Valdez (tymcz.) 1914                                                      |
| Władca Egiptu                                                    | - 1892 Abbas II Hilmi 1914 |
| Premier Egiptu                                                   | - 1910 Muhammad Said Pasza 1914 |
| Prezydent Ekwadoru                                               | - 1912 Leónidas Plaza 1916 |
| Cesarz Etiopii                                                   | - 1889 Menelik II 1913 - 1913 Lydż Ijasu 1916                                                                                            |
| Premier Etiopii                                                  | - 1909 Habte Gijorgis 1927 |
| Prezydent Francji                                                | - 1906 Armand Fallières 1913 - 1913 Raymond Poincaré 1920                                                                                |
| Premier Francji                                                  | - 1912 Raymond Poincaré 1913 - 1913 Aristide Briand 1913 - 1913 Louis Barthou 1913 - 1913 Gaston Doumergue 1914                          |
| Król Grecji                                                      | - 1863 Jerzy I 1913 - 1913 Konstantyn I 1917                                                                                             |
| Prezydent Gwatemali                                              | - 1898 Manuel Estrada Cabrera 1920 |
| Prezydent Haiti                                                  | - 1912 Tancrède Auguste 1913 - 1913 Michel Oreste 1914                                                                                   |
| Król Hiszpanii                                                   | - 1886 Alfons XIII 1931 |
| Premier Hiszpanii                                                | - 1912 Álvaro Figueroa Torres 1913 - 1913 Eduardo Dato 1915                                                                              |
| Król Holandii                                                    | - 1890 Wilhelmina 1948 |
| Premier Holandii                                                 | - 1908 Theo Heemskerk 1913 - 1913 Pieter Cort van der Linden 1918                                                                        |
| Prezydent Hondurasu                                              | - 1912 Manuel Bonilla 1913 - 1913 Francisco Bertrand 1919                                                                                |
| Szach Iranu                                                      | - 1909 Ahmad Szah 1925 |
| Premier Iranu                                                    | - 1912 Saad ad-Daula 1913 - 1913 Mohammad-Ali Ala al-Saltaneh 1914                                                                       |
| Władca Indii                                                     | - 1910 Jerzy V 1936 |
| Król Irlandii                                                    | - 1910 Jerzy V 1936 |
| Cesarz Japonii                                                   | - 1912 Yoshihito 1926 |
| Premier Japonii                                                  | - 1912 Tarō Katsura 1913 - 1913 Gonnohyōe Yamamoto 1914                                                                                  |
| Kalif                                                            | - 1909 Mehmed V 1918 |
| Premier Kanady                                                   | - 1911 Robert Borden 1920 |
| Emir Kataru                                                      | - 1878 Kasim ibn Muhammad Al Sani 1913 - 1913 Abd Allah ibn Kasim Al Sani 1949                                                           |
| Prezydent Kolumbii                                               | - 1910 Carlos Eugenio Restrepo 1914 |
| Patriarcha Konstantynopola                                       | - 1913 German V 1918 |
| Gubernator Korei (okupacja japońska)                             | - 1910 Masatake Terauchi 1916 |
| Prezydent Kostaryki                                              | - 1910 Ricardo Jiménez Oreamuno 1914 |
| Prezydent Kuby                                                   | - 1909 José Miguel Gómez 1913 - 1913 Mario García Menocal 1921                                                                           |
| Prezydent Liberii                                                | - 1912 Daniel Edward Howard 1920 |
| Książę Liechtensteinu                                            | - 1858 Jan II Dobry 1929 |
| Wielki książę Luksemburga                                        | - 1912 Maria Adelajda 1919 |
| Premier Luksemburga                                              | - 1888 Paul Eyschen 1915 |
| Sułtan Maroka                                                    | - 1908 Abd al-Hafiz 1913 - 1913 Jusuf ibn Hassan 1927                                                                                    |
| Prezydent Meksyku                                                | - 1911 Francisco Madero 1913 - 1913 Pedro Lascuráin Paredes 1913 - 1913 Victoriano Huerta 1914                                           |
| Książę Monako                                                    | - 1889 Albert I 1922 |
| Minister stanu Monako                                            | - 1911 Émile Flach 1917 |
| Chan Mongolii                                                    | - 1911 Bogda Chan 1924 |
| Premier Mongolii                                                 | - 1912 Tögs-Ocziryn Namnansüren 1919 |
| Król Nepalu                                                      | - 1911 Tribhuvan 1950 |
| Premier Nepalu                                                   | - 1901 Chandra Shumsher Jang Bahadur Rana 1929                                                                                           |
| Cesarz Niemiec                                                   | - 1888 Wilhelm II Hohenzollern 1918 |
| Kanclerz Niemiec                                                 | - 1909 Theobald von Bethmann Hollweg 1917                                                                                                |
| Prezydent Nikaragui                                              | - 1911 Adolfo Díaz 1917 |
| Król Norwegii                                                    | - 1905 Haakon VII 1957 |
| Premier Norwegii                                                 | - 1912 Jens Bratlie 1913 - 1913 Gunnar Knudsen 1920                                                                                      |
| Premier Nowej Zelandii                                           | - 1912 William Massey 1925 |
| Sułtan Omanu                                                     | - 1888 Fajsal ibn Turki 1913 - 1913 Tajmur ibn Fajsal 1932                                                                               |
| Prezydent Panamy                                                 | - 1912 Belisario Porras Barahona 1916 |
| Papież                                                           | - 1903 Pius X 1914 |
| Prezydent Paragwaju                                              | - 1912 Eduardo Schaerer 1916 |
| Prezydent Peru                                                   | - 1912 Guillermo Bilingurst 1914 |
| Premier Południowej Afryki                                       | - 1910 Louis Botha 1919 |
| Prezydent Portugalii                                             | - 1911 Manuel José de Arriaga 1915 |
| Premier Portugalii                                               | - 1912 Duarte Leite 1913 - 1913 Afonso Costa 1914                                                                                        |
| Król Prus                                                        | - 1888 Wilhelm II 1918 |
| Car Rosji                                                        | - 1894 Mikołaj II 1917 |
| Premier Rosji                                                    | - 1911 Władimir Kokowcow 1914 |
| Król Rumunii                                                     | - 1881 Karol I 1914 |
| Premier Rumunii                                                  | - 1912 Titu Maiorescu 1913 |
| Król Saksonii                                                    | - 1904 Fryderyk August III Wettyn 1918                                                                                                   |
| Prezydent Salwadoru                                              | - 1911 Manuel Enrique Araujo 1913 - 1913 Carlos Meléndez 1919                                                                            |
| Kapitanowie regenci San Marino                                   | - 1912 Menetto Bonelli Vincenzo Marcucci 1913 - 1913 Giuseppe Angeli Ignazio Grazia 1913 - 1913 Cirro Belluzzi Domenico Suzzi Valli 1914 |
| Sekretarz Stanu do spraw Politycznych i Zagranicznych San Marino | - 1908 Menetto Bonelli 1918 |
| Król Serbii                                                      | - 1903 Piotr Karadziordziewić 1918 |
| Prezydent Szwajcarii                                             | - 1913 Eduard Müller 1913 |
| Król Szwecji                                                     | - 1907 Gustaw V 1950 |
| Premier Szwecji                                                  | - 1911 Karl Staaff 1914 |
| Król Tajlandii                                                   | - 1910 Vajiravudh 1925 |
| Król Tonga                                                       | - 1893 Jerzy Tupou II 1918 |
| Premier Tonga                                                    | - 1912 Tevita Tuʻivakano 1923 |
| Sułtan Turków                                                    | - 1909 Mehmed V 1918 |
| Prezydent USA                                                    | - 1909 William Taft 1913 - 1913 Woodrow Wilson 1921                                                                                      |
| Prezydent Wenezueli                                              | - 1908 Juan Vicente Gómez 1913 - 1913 José Gil Fortoul 1914                                                                              |
| Król Węgier                                                      | - 1848 Franciszek Józef I 1916 |
| Premier Węgier                                                   | - 1912 László Lukács 1913 - 1913 István Tisza 1917                                                                                       |
| Monarcha Wielkiej Brytanii                                       | - 1910 Jerzy V 1936 |
| Premier Wielkiej Brytanii                                        | - 1908 Herbert Henry Asquith 1916 |
| Król Włoch                                                       | - 1900 Wiktor Emanuel III 1946 |

Rok 1913 / MCMXIII
stulecia: XIX wiek ~
XX wiek ~
XXI wiek

dziesięciolecia:
1880–1889 •
1890–1899 •
1900–1909 •
1910–1919
• 1920–1929
• 1930–1939
• 1940–1949

lata: 1903 «
1908 «
1909 «
1910 «
1911 «
1912 «
1913
» 1914
» 1915
» 1916
» 1917
» 1918
» 1923

## Wydarzenia w Polsce
- 20 stycznia – otwarto Most Krakusa na Wiśle w Krakowie, zwany również III mostem.
- 29 stycznia – na otwarciu Teatru Polskiego w Warszawie wystawiono Irydiona Zygmunta Krasińskiego; reżyserem był Arnold Szyfman, scenografem Karol Frycz, wystąpili zaś czołowi aktorzy sceny polskiej tamtego czasu – Jerzy Leszczyński, Józef Węgrzyn, Stanisława Wysocka i Aleksander Zelwerowicz.
- 8 maja – zainaugurowano mistrzostwa Galicji w piłce nożnej.
- 20 maja – we Wrocławiu otwarto Halę Stulecia; obiekt o charakterze widowiskowo-sportowym w stylu ekspresjonistycznym zaprojektował Max Berg.
- 23 czerwca – otwarto Muzeum Miejskie w Szczecinie.
- 26 sierpnia – uroczyście otwarto lotnisko Ławica w Poznaniu.
- 28 sierpnia – otwarto Most Królowej Jadwigi w Bydgoszczy.
- 4 września – jedna z pierwszych katastrof lotniczych w Europie. Podczas manewrów związanych z 100. rocznicą wojny w 1813, zginęło dwóch pilotów armii niemieckiej w miejscowości Gać, 5 km od Oławy na Dolnym Śląsku.
- 23 października – oddano do użytku Ełcką Kolej Dojazdową (długość linii: 25 km, szerokość torów: 1000 mm, tabor: 4 lokomotywy 2-osiowe, 42 wagony).
- 28 października – Lucyna Messal i Józef Redo w spektaklu Targ na dziewczęta po raz pierwszy w Polsce zatańczyli tango.
- 8 grudnia – pożar w KWK Emma w Radlinie. W jego wyniku zginęło 17 górników.
- 13 grudnia – na posiedzeniu Rady Naczelnej działającego w Galicji Polskiego Stronnictwa Ludowego nastąpił rozłam; w początku następnego roku powstały PSL „Piast” i PSL „Lewica”.
- Włodzimierz Lenin wygłosił w lokalu Uniwersytetu Ludowego w Krakowie, przy ul. Szewskiej 16, odczyt pt. „Ruch robotniczy w Rosji a socjalna demokracja”.
- W Gdańsku powstało wojskowe lotnisko Gdańsk Wrzeszcz – przeniesiono tam ruch lotniczy z Wyspy Ostrów.

## Wydarzenia na świecie
- 9 stycznia – Afonso Costa został premierem Portugalii.
- 11 stycznia – Tybet i Mongolia zawarły traktat o przyjaźni i współpracy.
- 17 stycznia – Raymond Poincaré został wybrany na prezydenta Francji.
- 18 stycznia – I wojna bałkańska: zwycięstwo floty greckiej nad turecką w bitwie koło Lemnos.
- 21 stycznia – Aristide Briand został po raz drugi premierem Francji.
- 23 stycznia – w Turcji armia dokonała zamachu stanu i obaliła koalicję Unii Liberalnej. Ustanowiono dyktaturę wojskową, na czele której stanął İsmail Enver.
- 30 stycznia – Izba Lordów odrzuciła projekt prawa pozwalającego Irlandii na ustanowienie swego własnego rządu (ang. Home Rule Act 1914).
- 1 lutego:
  - w Nowym Jorku po przebudowie oddano do użytku Grand Central Terminal, największy dworzec kolejowy na świecie.
  - reprezentacja Filipin w piłce nożnej pokonała w swym pierwszym meczu Chiny 2:1.
- 3 lutego:
  - 16 poprawka do konstytucji Stanów Zjednoczonych, pozwala Rządowi Federalnemu nakładanie podatku dochodowego i na zbieranie podatków dochodowych (income tax).
  - rozpoczął się proces członków anarchistycznego gangu działającego w Belgii i Francji (gang Bonnota).
- 9 lutego – nad atlantyckim wybrzeżem obu Ameryk przeleciał tzw. meteor muskający atmosferę.
- 17 lutego – w Nowym Jorku w budynku zbrojowni Gwardii Narodowej rozpoczęła się wystawa najbardziej wpływowych artystów początku XX wieku. Wystawiono 1250 prac malarzy i rzeźbiarzy awangardy z Europy i Ameryki (Armory Show).
- 18 lutego – Raymond Poincaré objął urząd prezydenta Francji.
- 19 lutego – Pedro Lascuráin Paredes został prezydentem Meksyku, José Victoriano Huerta Márquez został prezydentem Meksyku.
- 20 lutego – Gonbee Yamamoto został premierem Japonii.
- Marzec – obchodzono uroczyście 300-lecie panowania domu Romanowów, dynastii carów, potem cesarzy rządzących Rosją.
- 1 marca – została założona Międzynarodowa Federacja Tenisowa (ITF).
- 4 marca:
  - zakończył urzędowanie prezydent William Taft, 27 prezydent Stanów Zjednoczonych, urzędowanie rozpoczął Woodrow Wilson.
  - Departament Handlu i Departament Pracy zostały wydzielone z Departamentu Handlu i Pracy (istniejącego 10 lat), jako osobne agencje rządowe w USA.
  - pierwsze prawo regulujące polowania na ptaki wędrujące zostało uchwalone w USA.
  - w Paryżu, na dużą skalę, uruchomiono pierwsze budki telefoniczne z ogólnie dostępnymi aparatami (pierwsza budka telefoniczna powstała w Londynie, w maju 1903 roku).
- 7 marca – Port Coquitlam w kanadyjskiej prowincji Kolumbia Brytyjska uzyskał prawa miejskie.
- 10 marca – aktywistka walcząca o wolność niewolników Harriet Tubman zmarła na zapalenie płuc.
- 11 marca – zawarto porozumienie niemiecko-brytyjskie ustalające przebieg granicy między ich koloniami Kamerunem i Nigerią.
- 12 marca – będąca w budowie stolica Związku Australijskiego otrzymała nazwę „Canberra”.
- 13 marca – rewolucja meksykańska: Pancho Villa powraca do Meksyku z USA, gdzie przebywał na dobrowolnym wygnaniu.
- 17 marca – utworzono Urugwajskie Siły Powietrzne.
- 18 marca – w Salonikach w zamachu dokonanym przez anarchistę zginął król Grecji Jerzy I.
- 20 marca – Song Jiaoren, założyciel partii Kuomintang w Chinach został ranny w zamachu i zmarł dwa dni później.
- 21 marca:
  - Francisco Bertrand został po raz drugi prezydentem Hondurasu.
  - początek powodzi w Dayton w amerykańskim stanie Ohio, w której zginęło ponad 360 osób.
- 22 marca – Louis Barthou został premierem Francji.
- 24 marca – na Broadwayu w Nowym Jorku otwarto Palace Theatre.
- 25 marca:
  - Venustiano Carranza ogłosił swój plan (Plan of Guadaloupe) i zaczął rebelię przeciw rządowi Victoriano Huerta, jako przywódca „Konstytucjonalistów” w Meksyku.
  - dwa dni deszczu w Miami Valley spowodowało powódź, była to najgorsza naturalna katastrofa w historii stanu Ohio. Miasto Dayton było najbardziej zdewastowane w czasie powodzi.
- 26 marca – I wojna bałkańska: wojska bułgarskie zdobyły Adrianopol (Edirne).
- 29 marca – założono argentyński klub piłkarski Aldosivi Mar del Plata.
- 1 kwietnia – utworzono Rumuńskie Siły Powietrzne.
- 2 kwietnia – zainaugurował działalność Théâtre des Champs Élysées w Paryżu.
- 4 kwietnia – w Wirginii Zachodniej wykonano ostatni w USA wyrok śmierci poprzez powieszenie z okowami.
- 8 kwietnia – ratyfikowano 17. Poprawkę do Konstytucji Stanów Zjednoczonych, wprowadzającą powszechne wybory do Senatu; wcześniej senatorów wybierały parlamenty stanowe.
- 9 kwietnia – w Wołgogradzie (wówczas Carycyn) uruchomiono komunikację tramwajową.
- 10 kwietnia – założono klub piłkarski Slawia Sofia.
- 15 kwietnia – założono kolumbijski klub piłkarski Independiente Medellín.
- 16 kwietnia – I wojna bałkańska: Turcja poprosiła o zawieszenie broni.
- 21 kwietnia – wodowanie parowca RMS Aquitania.
- 23 kwietnia – I wojna bałkańska: Czarnogóra bezprawnie zaanektowała turecką twierdzę Skutari (Szkodra), mającą zostać stolicą autonomicznego księstwa Albanii.
- 24 kwietnia – odbyła się ceremonia otwarcia drapacza chmur Woolworth Building w Nowym Jorku.
- 26 kwietnia – w fabryce ołówków w Atlancie doszło do głośnego morderstwa 13-letniej Mary Phagan.
- 29 kwietnia:
  - szwedzki emigrant Gideon Sundback otrzymał amerykański patent na zamek błyskawiczny.
  - przyjęto flagę stanową Wisconsin.
- Maj – obraz Wrześniowy poranek (ang. September Morn) autorstwa francuskiego malarza Paula Émile Chabasa, wywołał sensację w USA, rezultatem tego był proces sądowy.
- 3 maja – wszedł do kin pierwszy pełnometrażowy indyjski film fabularny Raja Harishchandra.
- 12 maja – Michel Oreste został prezydentem Haiti.
- 13 maja – Igor Sikorski, rosyjski konstruktor samolotów i śmigłowców, był pierwszą osobą pilotującą czterosilnikowy samolot.
- 14 maja:
  - gubernator stanu Nowy Jork, William Sulzer wyraził zgodę na założenie Fundacji Rockefellera, która rozpoczęła działalność od donacji 100 mln dolarów od Johna Davisona Rockefellera.
  - I wojna bałkańska: mocarstwa europejskie wysadziły desant w bezprawnie anektowanej przez Czarnogórę byłej tureckiej twierdzy Szkodra, która miała zostać przekazana Albanii.
- 17 maja – uruchomiono komunikację tramwajową w Woltersdorfie pod Berlinem.
- 25 maja – w Wiedniu oficer austro-węgierskiego kontrwywiadu i jednocześnie agent rosyjskiego wywiadu Alfred Redl popełnił samobójstwo, po zdemaskowaniu go poprzedniego dnia; próbę zatuszowania afery udaremnił praski dziennikarz Egon Erwin Kisch.
- 29 maja – w Paryżu odbyła się premiera baletu Święto wiosny z muzyką Igora Strawinskiego, w choreografii Wacława Niżyńskiego.
- 30 maja – podpisano traktat londyński, który zakończył I wojnę bałkańską. Pobita Turcja utraciła wszystkie posiadłości europejskie aż po Dardanele.
- 4 czerwca – Emily Davison, brytyjska sufrażystka, wpadła pod konia należącego do króla Jerzego V podczas gonitwy Derby w Epsom. Zmarła w szpitalu, nie odzyskując świadomości, cztery dni po wypadku.
- 7 czerwca – Hudson Stuck, Harry Karstens, Walter Harper, Robert Tatum zdobyli najwyższy szczyt Ameryki Północnej – Denali (McKinley) (6194 m n.p.m.).
- 8 czerwca – w Berlinie otwarto Deutches Stadion, który miał być główną areną odwołanych z powodu wybuchu wojny VI Letnich Igrzysk Olimpijskich.
- 11 czerwca:
  - niemiecki transatlantyk SS „Imperator” wypłynął z Hamburga w swój dziewiczy rejs do Nowego Jorku.
  - w Stambule został zamordowany wielki wezyr Imperium Osmańskiego Mahmud Şevket Pasza.
- 14 czerwca:
  - Stojan Danew po raz drugi został premierem Bułgarii.
  - został założony hiszpański klub piłkarski Racing Santander.
- 15 czerwca – w czasie wojny filipińsko-amerykańskiej, amerykańskie oddziały pod dowództwem generała Johna Pershinga zabiły około 2000 osób relatywnie bezbronnych (bitwa Bud Bagsak – ang. Battle of Bud Bagsak).
- 17 czerwca – Aurelio Sousa y Matute(inne języki) został premierem Peru.
- 19 czerwca – sformowano Meksykańskie Siły Powietrzne.
- 20 czerwca – w strzelaninie w szkole w Bremie zginęło 5 osób, a 18 zostało rannych.
- 24 czerwca – Joseph Cook został premierem Australii.
- 26 czerwca – założono miasto Avalon w Kalifornii.
- 29/30 czerwca – nocnym atakiem Bułgarów na pozycje greckie rozpoczęła się II wojna bałkańska.
- 3 lipca – uroczyste obchody 50 rocznicy bitwy pod Gettysburgiem zgromadziły tysiące weteranów wojny secesyjnej i ich rodzin w Gettysburgu w stanie Pensylwania.
- 10 lipca – w Dolinie Śmierci, w Kalifornii (USA) odnotowano najwyższą w historii pomiarów temperaturę powietrza: +56,7 °C (rekord świata).
- 27 lipca – został założony włoski klub piłkarski Parma F.C.
- 29 lipca – przewodzona przez księdza Andreja Hlinkę nacjonalistyczno-klerykalna Słowacka Partia Ludowa ukonstytuowała się jako samodzielny byt polityczny.
- 30 lipca – rozpoczęto budowę Mostu Chabarowskiego na linii Kolei Transsyberyjskiej nad rzeką Amur.
- 10 sierpnia – po drugiej wojnie bałkańskiej podpisano w Bukareszcie traktat pokojowy, w myśl którego Rumunia przejmowała południową Dobrudżę, Serbia dotychczasową część Macedonii bułgarskiej, Grecja utrzymała Macedonię południową.
- 13 sierpnia:
  - w Sheffield, Harry Brearley(inne języki) wynalazł stal nierdzewną.
  - Otto Witte rzekomo został koronowany na króla Albanii.
- 15 sierpnia – wybuchł strajk w Dublinie, w którym udział wzięło około 20 tys. robotników. Celem strajku było uzyskanie prawa do zakładania związków zawodowych.
- 17 sierpnia – w Nowym Jorku, Amerykanin pochodzenia irlandzkiego, Patrick Ryan ustanowił rekord świata w rzucie młotem wynikiem 57,77 m.
- 19 sierpnia – pierwszemu człowiekowi udało się wyskoczyć na spadochronie z lecącego samolotu i bezpiecznie wylądować. Był nim Francuz Adolphe Pégoud, późniejszy as myśliwski I wojny światowej.
- 20–23 sierpnia – w Berlinie obradował kongres założycielski IAAF, gromadząc przedstawicieli 17 państw.
- 23 sierpnia – w kopenhaskim porcie odsłonięto posąg Małej Syrenki.
- 31 sierpnia – założono holenderski klub sportowy PSV Eindhoven.
- Wrzesień – w Rosji odbył się III Konkurs Samolotów Wojskowych, nagrodzono konstrukcje Igora Sikorskiego (produkowane w Rosyjsko-Bałtyckiej Wytwórni Wagonów) oraz samoloty francuskich firm Morane-Saulnier i Société Pour Avions Deperdussin.
- 10 września – pierwsza autostrada połączyła wybrzeża USA.
- 23 września – francuski pilot Roland Garros dokonał pierwszego przelotu nad Morzem Śródziemnym.
- 29 września:
  - układ zawarły Turcja i Bułgaria, która utraciła zajęte w pierwszej wojnie bałkańskiej obszary Tracji i Macedonii. Turcja odzyskała m.in. Adrianopol (Edirne).
  - Rudolf Diesel, niemiecki konstruktor, twórca silnika wysokoprężnego, zaginął w czasie podróży do Anglii.
  - Pancho Villa zostaje wybrany dowódcą „Północnej Dywizji” Stronnictwa Konstytucjonalistów w Meksyku.
- 1 października – oddziały generała Pancho Villi po trzy dniowej bitwie zajęły miasto Torreón, oddziały rządowe wycofały się.
- 10 października – prezydent USA Woodrow Wilson symbolicznie zakończył budowę Kanału Panamskiego, wysadzając zaporę Gamboa.
- 17 października – w wyniku eksplozji sterowca LZ 18 nad lotniskiem Johannisthal pod Berlinem zginęło wszystkich 28 osób na pokładzie.
- 18 października – w Lipsku odsłonięto Pomnik Bitwy Narodów, upamiętniający jej setną rocznicę.
- 19 października – w Niemczech powstaje organizacja Niemieckie Towarzystwo Ratowania Życia (niem. Deutsche Lebens-Rettungs-Gesellschaft – DLRG).
- 25 października – w Wiedniu odbyła się prapremiera operetki Polska krew Oskara Nedbala.
- 1 listopada – odnotowano 56 654 pracowników zatrudnionych w Strefie Kanału Panamskiego, był to rekord od momentu rozpoczęcia budowy w roku 1904.
- 5 listopada – chory psychicznie król Bawarii Otto zostaje na mocy parlamentarnej ustawy usunięty, królem zostaje jego kuzyn Ludwik III.
- 6 listopada – Mahatma Gandhi zostaje aresztowany za przywództwo w marszu protestacyjnym indyjskich górników w Republice Południowej Afryki.
- 7–11 listopada – sztorm na Wielkich Jeziorach Północnoamerykańskich pozbawił życia ponad 250 osób.
- 14 listopada – ukazał się pierwszy tom cyklu powieściowego W poszukiwaniu straconego czasu Marcela Prousta.
- 29 listopada – została założona Międzynarodowa Federacja Szermiercza (FIE) z siedzibą w Lozannie.
- 1 grudnia:
  - wprowadzenie ruchomej taśmy montażowej w amerykańskiej fabryce samochodów Ford Motor Company w Highland Park w stanie Michigan.
  - Kreta, która po pierwszej wojnie bałkańskiej uzyskała samostanowienie od Turków, została zaanektowana przez Grecję.
  - otwarto metro w Buenos Aires.
- 9 grudnia – Gaston Doumergue został po raz pierwszy premierem Francji.
- 12 grudnia:
  - w Addis Abebie zmarł Menelik II cesarz etiopski, na tron wstąpił jego wnuk Lij Yasu V.
  - w hotelu Tripoli Italia we Florencji został aresztowany Vincenzo Peruggia, który usiłował sprzedać miejscowemu antykwariuszowi obraz Mona Lisa, który ukradł dwa lata wcześniej z paryskiego Luwru; obraz odzyskano.
- 14 grudnia – Grecja anektowała Kretę.
- 21 grudnia – Arthur Wynne publikuje pierwszą krzyżówkę w nowojorskiej gazecie New York World.
- 23 grudnia – prezydent Woodrow Wilson podpisał ustawę, powołującą System Rezerwy Federalnej (ang. Federal Reserve System).
- 24 grudnia – w Calumet w stanie Michigan, w hali, w której zorganizowano wieczerzę wigilijną dla rodzin strajkujących górników, doszło do wybuchu paniki wywołanej fałszywym alarmem pożarowym, w wyniku czego zadeptane zostały 73 osoby (w tym 59 dzieci).
- Kobiety uzyskały prawa wyborcze w Norwegii.
- Ogłoszono niepodległość Tybetu. Dalajlama XIII powrócił do Tybetu z Indii.
- Przedsiębiorstwo „R.J. Reynolds Tobacco” rozpoczęło produkcję papierosów marki Camel.
- Założono Związek Piłki Nożnej w USA (ang. United States Soccer Federation).
- Brytyjski statek SS „Calvados” zaginął na Morzu Marmara z 200 osobami na pokładzie.
- Brytyjski geolog Arthur Holmes opublikował pracę naukową „Wiek Ziemi” (ang. The Age of the Earth), w której określał szacunkowy wiek Ziemi na 1,6 mld lat, w badaniach swych użył metody datowania izotopowego.
- Willem de Sitter, holenderski matematyk, fizyk i astronom wykazał, że prędkość światła jest niezależna od prędkości jego źródła.
- Georges Sagnac(inne języki), francuski fizyk zbudował interferometr dwuwiązkowy, przy pomocy którego można precyzyjnie wyznaczać kierunek poruszania się obiektów (Interferometr Sagnaca).
- Boris Andriejewicz Wilkicki odkrył archipelag Ziemia Północna.
- Zakończyła się emigracja Portugalczyków na Wyspy Hawajskie (1878–1913).

## Urodzili się
- 1 stycznia:
  - Mieczysław Juny, polski weteran II wojny światowej, polonijny działacz społeczny (zm. 2014)
  - Shih Kien, chiński aktor (zm. 2009)
- 2 stycznia:
  - Anna Lee, brytyjska aktorka (zm. 2004)
  - Jan Maciejko, polski hokeista, bramkarz (zm. 1993)
- 5 stycznia:
  - Gunnar Andreassen, norweski piłkarz, trener (zm. 2002)
  - Jack Haig, brytyjski aktor (zm. 1989)
  - Pierre Veuillot, francuski duchowny katolicki, arcybiskup Paryża, kardynał (zm. 1968)
  - Kemmons Wilson, amerykański przedsiębiorca (zm. 2003)
- 6 stycznia:
  - Tom Brown, amerykański aktor (zm. 1990)
  - Edward Gierek, polski polityk komunistyczny, I sekretarz KC PZPR (zm. 2001)
  - Loretta Young, amerykańska aktorka (zm. 2000)
- 9 stycznia – Richard Nixon, amerykański prezydent (zm. 1994)
- 10 stycznia:
  - Gustáv Husák, czechosłowacki działacz komunistyczny, prezydent Czechosłowacji (zm. 1991)
- 13 stycznia – Piotr Bonifacy Żukowski, polski franciszkanin, męczennik, błogosławiony katolicki (zm. 1942)
- 15 stycznia – Lloyd Bridges, amerykański aktor (zm. 1998)
- 16 stycznia – Mirosław Żuławski, polski pisarz, dyplomata (zm. 1995)
- 19 stycznia – Hanna Brochocka-Winczewska, polska tancerka, aktorka (zm. 1968)
- 22 stycznia – Stefan Wincenty Frelichowski, polski duchowny katolicki, działacz harcerski, męczennik, błogosławiony katolicki (zm. 1945)
- 23 stycznia – Jean-Michel Atlan, francuski malarz i poeta (zm. 1960)
- 25 stycznia – Witold Lutosławski, polski kompozytor i dyrygent (zm. 1994)
- 26 stycznia – Edyta Popowicz, polska łyżwiarka figurowa (zm. 1993)
- 30 stycznia:
  - Amrita Sher-Gil, węgiersko-indyjska malarka (zm. 1941)
  - Irena Siła-Nowicka, polska społeczniczka (zm. 2023)
- 31 stycznia – Józef Kania, polski duchowny rzymskokatolicki (zm. 1944)[1]
- 3 lutego – Hugo Krzyski, polski aktor (zm. 1991)
- 6 lutego:
  - Jewdokija Bierszanska, radziecka podpułkownik lotnictwa (zm. 1982)
  - Mary Leakey, brytyjska archeolog, paleoantropolog (zm. 1996)
- 7 lutego – Maciej Kazimierz Święcicki – Profesor prawa pracy, autor wielu publikacji o prawie pracy (zm. 1971)
- 9 lutego:
  - Gertruda Kilos, polska lekkoatletka (zm. 1938)
  - Adam Ochocki, polski dziennikarz prasowy, pisarz, satyryk i autor scenariuszy do filmów animowanych (zm. 1991)
- 10 lutego:
  - Johanna Sibelius, niemiecka pisarka, scenarzystka filmowa (zm. 1970)
  - Douglas Slocombe, brytyjski operator filmowy (zm. 2016)
- 12 lutego – Anni Steuer, niemiecka lekkoatletka (zm. ?)
- 24 lutego – Aleksander Rozmiarek, polski nauczyciel, polityk, poseł na Sejm PRL (zm. 1995)
- 26 lutego:
  - Zdzisław Libera, polski historyk literatury (zm. 1998)
  - Zofia Szancerowa, polska aktorka (zm. 2008)
- 27 lutego:
  - Kazimierz Sabbat, polski polityk, premier i prezydent Polski na uchodźstwie (zm. 1989)
  - Irwin Shaw, amerykański pisarz (zm. 1984)
- 2 marca – Regina Gerlecka, polska szachistka (zm. 1983)
- 3 marca – Józef Stachowski, polski poeta (zm. 1944)
- 7 marca – Gordon Willey, amerykański archeolog (zm. 2002)
- 13 marca – Siergiej Michałkow, rosyjski poeta i bajkopisarz (zm. 2009)
- 13 marca – Abidin Dino, turecki malarz, pisarz i reżyser (zm. 1994)
- 14 marca:
  - Filip Hernández Martínez, hiszpański salezjanin, męczennik, błogosławiony katolicki (zm. 1936)
  - Witold Rudziński, polski kompozytor, historyk muzyki, pedagog (zm. 2004)
- 16 marca – Henryk García Beltrán, hiszpański kapucyn, męczennik, błogosławiony katolicki (zm. 1936)
- 18 marca – Reinhard Hardegen, niemiecki dowódca wojskowy (zm. 2018)
- 21 marca – Stanisław Pyrtek, polski duchowny katolicki, męczennik, błogosławiony (zm. 1942)
- 23 marca – Lidija Łykowa, radziecka polityk (zm. 2016)
- 24 marca:
  - Roman Nitecki, podporucznik kawalerii Wojska Polskiego, kawaler Orderu Virtuti Militari (zm. 1939)
  - Stanisław Tkaczow, polski polityk, minister lasów (zm. 1969)
- 26 marca:
  - Paul Erdős, matematyk węgierski (zm. 1996)
  - Jacqueline de Romilly, francuska filolog klasyczna (zm. 2010)
- 27 marca:
  - Aleksandr Jaszyn, rosyjski poeta (zm. 1968)
  - Paul Maitla, estoński kapitan (zm. 1945)
  - Witold Rudziński, polski kompozytor, dyrygent, historyk muzyki, pedagog (zm. 2004)
- 28 marca:
  - Wojciech Czerwosz, polski rzeźbiarz, medalier (zm. 1986)
  - Qiao Guanhua, chiński polityk, dyplomata (zm. 1983)
  - Józef Sánchez del Río, meksykański męczennik, święty (zm. 1928)
  - Tōkō Shinoda, japońska malarka (zm. 2021)
  - Kajetan Sosnowski, polski malarz (zm. 1987)
- 4 kwietnia – Muddy Waters, czarnoskóry, amerykański bluesman (zm. 1983)
- 10 kwietnia – Stefan Heym, niemiecki pisarz pochodzenia żydowskiego (zm. 2001)
- 24 kwietnia – Celestyna Faron, polska zakonnica ze Zgromadzenia Służebniczek NMP Niepokalanie Poczętej, męczennica, błogosławiona katolicka (zm. 1944)
- 30 kwietnia – Werner Meyer-Eppler, niemiecki elektroakustyk, prekursor muzyki elektronicznej (zm. 1960)
- 4 maja – Anna Kutrzeba-Pojnarowa, polska etnograf, profesor nauk humanistycznych (zm. 1993)
- 11 maja – Robert Jungk, austriacki publicysta, zajmujący się futurologią (zm. 1994)
- 26 maja – Jan Obłąk, polski duchowny katolicki, biskup warmiński (zm. 1988)
- 31 maja – Jerzy Wasowski, współtwórca Kabaretu Starszych Panów (zm. 1984)
- 3 czerwca – Janisław Sipiński, polski bokser (zm. 1994)
- 4 czerwca – Edward Kossoy, polski prawnik, publicysta, obrońca w sprawach sądowych ofiar nazizmu, mieszkający w Szwajcarii (zm. 2012)
- 13 czerwca – Jicchak Pundak, izraelski dowódca wojskowy (zm. 2017)
- 17 czerwca – Bolesław Płotnicki, polski aktor (zm. 1988)
- 18 czerwca – Stanisław Marusarz, polski narciarz i trener narciarski (zm. 1993)
- 22 czerwca – Władysław Siła-Nowicki, polski adwokat, działacz polityczny, działacz opozycji antykomunistycznej w PRL (zm. 1994)
- 28 czerwca – Leon Nowakowski, polski duchowny katolicki, męczennik, błogosławiony (zm. 1939)
- 4 lipca – Ulderico Sergo, włoski bokser (zm. 1967)
- 7 lipca:
  - Krystyna Klimaszewska, polska szybowniczka (zm. 1999)
  - Pinetop Perkins, amerykański pianista i wokalista bluesowy (zm. 2011)
  - Włodzimierz Pietrzak, poeta i krytyk literacki (zm. 1944)
- 8 lipca – Bill Thompson, amerykański aktor (zm. 1971)
- 14 lipca – Gerald Ford, amerykański polityk, 38. Prezydent USA (zm. 2006)
- 15 lipca – Abraham Suckewer, żydowski i polski pisarz i poeta (zm. 2010)
- 17 lipca – Roger Garaudy, francuski filozof marksistowski (zm. 2012)
- 20 lipca:
  - Guillermo Leaden, argentyński duchowny katolicki (zm. 2014)
  - Tadeusz Wiśniewski, polski polityk (zm. 2014)
- 23 lipca – Michael Foot, brytyjski polityk (zm. 2010)
- 25 lipca – Franciszek Dźwigoński, polski duchowny katolicki, prałat (zm. 1993)
- 28 lipca – Klara Sierońska-Kostrzewa, polska gimnastyczka (zm. 1990)
- 29 lipca:
  - Hermann Barche, niemiecki polityk (zm. 2001)
  - Erich Priebke, niemiecki zbrodniarz wojenny (zm. 2013)
- 31 lipca – Rose Stradner, austriacko-amerykańska aktorka (zm. 1958)
- 2 sierpnia – Barbara Książkiewicz, polska lekkoatletka, sprinterka (zm. 2001)
- 9 sierpnia – Wincenty Zaleski, polski katechetyk, salezjanin (zm. 1983)
- 10 sierpnia – Edmund Osmańczyk, polski pisarz, publicysta, działacz Związku Polaków w Niemczech, polityk, członek Rady Państwa, poseł na Sejm PRL i senator RP (zm. 1989)
- 12 sierpnia – Narciso Jubany Arnau, hiszpański duchowny katolicki, arcybiskup metropolita Barcelony, kardynał (zm. 1996)
- 13 sierpnia – John E. Barr, szkocki działacz religijny, członek Ciała Kierowniczego Świadków Jehowy (zm. 2010)
- 15 sierpnia – Maria Kwaśniewska, polska lekkoatletka, medalistka olimpijska w rzucie oszczepem (zm. 2007)
- 17 sierpnia – Mark Felt, zastępca dyrektora naczelnego FBI (zm. 2008)
- 23 sierpnia – Bob Crosby, amerykański aktor, piosenkarz (zm. 1993)
- 26 sierpnia – Boris Pahor, słoweński pisarz (zm. 2022)
- 28 sierpnia – Hubert Meller, polski dyplomata (zm. 2020)
- 29 sierpnia – Jan Ekier, polski pianista, pedagog i kompozytor (zm. 2014)
- 30 sierpnia – Germán Gozalbo Andreu, hiszpański duchowny katolicki, męczennik, błogosławiony (zm. 1936)
- 31 sierpnia:
  - Zbigniew Bieńkowski, poeta i krytyk literacki (zm. 1994)
  - Bernard Lovell, angielski fizyk i radioastronom (zm. 2012)
- 2 września – William „Bill” Shankly, legendarny trener Liverpoolu (zm. 1981)
- 3 września – Anna Czernienko, radziecka pierwsza dama (zm. 2010)
- 4 września – Shmuel Wosner, izraelski rabin (zm. 2015)
- 6 września: 
  - Julie Gibson, amerykańska piosenkarka i aktorka (zm. 2019)
  - Leônidas, brazylijski piłkarz (zm. 2004)
- 7 września – Anthony Quayle, brytyjski aktor (zm. 1989)
- 12 września – Jesse Owens, amerykański lekkoatleta, czterokrotny mistrz olimpijski, rekordzista świata (zm. 1980)
- 16 września:
  - Władysław Drelicharz, oficer PSZ na Zachodzie, kawaler Virtuti Militari (zm. 1944)
  - Zbigniew Graczyk, polski aktor, malarz (zm. 1992)
- 19 września – Zenon Bauer, polski polityk, przewodniczący Prezydium Miejskiej Rady Narodowej Gorzowa Wielkopolskiego (zm. 2012)
- 23 września:
  - Carl-Henning Pedersen, duński malarz (zm. 2007)
  - Lida Skotnicówna, polska taterniczka (zm. 1929)
- 24 września – Herb Jeffries, amerykański aktor i piosenkarz (zm. 2014)
- 26 września:
  - Berthold Beitz, niemiecki przedsiębiorca (zm. 2013)
  - Karol Semik, działacz spółdzielczy na Śląsku Cieszyńskim, żołnierz PSZ na Zachodzie (zm. 1964)
- 27 września – Bolesław Stępniewski, polski polityk (zm. 1974)
- 28 września:
  - Lech Grześkiewicz, polski plastyk (zm. 2012)
  - Alice Marble, amerykańska tenisistka (zm. 1990)
- 2 października – Mieczysław Jerzy Gamski, polski kardiolog (zm. 1989)
- 5 października:
  - Eugene Fluckey, amerykański wojskowy, oficer broni podwodnej amerykańskiej marynarki wojennej (zm. 2007)
  - Marian Woyna Orlewicz, trener, działacz, narciarz, kombinator norweski, olimpijczyk (zm. 2011)
- 7 października – Raimond Valgre, estoński muzyk i kompozytor (zm. 1949)
- 11 października – Zbyszko Bednorz, polski pisarz, poeta i działacz kulturalny (zm. 2010)
- 16 października – Cesar Bresgen, austriacki kompozytor (zm. 1988)
- 20 października – Irena Brzustowska, polska koszykarka i siatkarka (zm. 1999)
- 22 października – Annette Rogers, amerykańska lekkoatletka, biegaczka i skoczkini wzwyż (zm. 2006)
- 27 października:
  - Andrzej Bobkowski, polski pisarz (zm. 1961)
  - Kornel Filipowicz, polski pisarz (zm. 1990)
  - Joe Medicine Crow, amerykański antropolog i historyk pochodzenia indiańskiego (zm. 2016)
- 28 października – Don Lusk, amerykański animator i reżyser (zm. 2018)
- 2 listopada – Burt Lancaster, amerykański aktor (zm. 1994)
- 5 listopada:
  - Zachariasz Abadia Buesa, hiszpański salezjanin, męczennik, błogosławiony katolicki (zm. 1936)
  - Vivien Leigh, angielska aktorka (zm. 1967)
- 7 listopada – Albert Camus, francuski pisarz, laureat Nagrody Nobla w dziedzinie literatury (zm. 1960)
- 14 listopada – George Smathers, amerykański polityk, senator ze stanu Floryda (zm. 2007)
- 16 listopada: 
  - Ellen Albertini Dow, amerykańska aktorka (zm. 2015)
  - Bolesław Wierzbiański, dziennikarz, działacz polonijny, wydawca (zm. 2003)
- 17 listopada:
  - Aleksander Bardini, polski reżyser, aktor i pedagog (zm. 1995)
  - José María Hernández Garnica, hiszpański duchowny katolicki, Sługa Boży (zm. 1972)
- 22 listopada – Gardnar Mulloy, tenisista amerykański (zm. 2016)
- 24 listopada – Gisela Mauermayer, niemiecka lekkoatletka, miotaczka i wieloboistka (zm. 1995)
- 29 listopada – Elżbieta Barszczewska, polska aktorka (zm. 1987)
- 4 grudnia – Robert Adler, amerykański wynalazca, współtwórca pierwszego pilota telewizyjnego (zm. 2007)
- 5 grudnia – Wanda Karczewska, polska pisarka, poetka, dramaturg, tłumaczka, krytyk teatralna (zm. 1995)
- 11 grudnia – Jean Marais, francuski aktor (zm. 1998)
- 14 grudnia – Artur Sandauer, polski krytyk literacki i publicysta (zm. 1989)
- 16 grudnia – Arje Ben Eli’ezer, izraelski polityk (zm. 1970)
- 18 grudnia:
  - Antoni Adamiuk, polski duchowny katolicki, biskup pomocniczy opolski (zm. 2000)
  - Lynn Bari, amerykańska aktorka (zm. 1989)
  - Alfred Bester, amerykański pisarz science fiction pochodzenia żydowskiego (zm. 1987)
  - Willy Brandt, niemiecki działacz socjaldemokratyczny, polityk, kanclerz Niemiec, laureat Pokojowej Nagrody Nobla (zm. 1992)
  - Edmund Męclewski, polski dziennikarz, publicysta, komentator telewizyjny (zm. 1992)
  - Cornelius Power, amerykański duchowny katolicki pochodzenia irlandzkiego, arcybiskup metropolita Portland (zm. 1997)
  - Zenon Różycki, polski koszykarz (zm. 1992)
- 26 grudnia – Łucja Zawada, nauczycielka, instruktorka harcerska, żołnierz Szarych Szeregów (zm. 1985)
- 31 grudnia:
  - Amado Azar, argentyński bokser (zm. 1971)
  - Wincenty Broniwój-Orliński, prawnik, polityk, działacz emigracyjny (zm. 2006)

- data dzienna nieznana: 
  - Tadeusz Ensztajn, seryjny morderca (zm. po 1934)
  - Walter Willard Taylor, amerykański antropolog i archeolog (zm. 1997)
  - Aleksy Zarycki, duchowny greckokatolicki, błogosławiony (zm. 1963)

## Zmarli
- 4 stycznia – Alfred von Schlieffen, niemiecki feldmarszałek (ur. 1833)
- 6 stycznia – Ryta od Jezusa, portugalska zakonnica, błogosławiona katolicka (ur. 1848)
- 12 stycznia – August Witkowski, polski fizyk, rektor Uniwersytetu Jagiellońskiego (ur. 1854)
- 29 stycznia – Władysław Bełza, poeta, autor Katechizmu polskiego dziecka (ur. 1847)
- 6 lutego – Franciszek Spinelli, włoski duchowny katolicki, święty (ur. 1853)
- 27 lutego – William Henry White, brytyjski architekt okrętowy (ur. 1845)
- 13 marca – Walery Przyborowski, pisarz, historyk i publicysta (ur. 1845)
- 18 marca – Jerzy I Glücksburg, król Grecji (ur. 1845)
- 24 marca – Václav Vrbata, czeski narciarz (ur. 1885)
- 8 kwietnia – Isaburō Yamada, japoński biznesmen, przedsiębiorca i wynalazca (ur. 1864)
- 21 kwietnia – Raymond Callemin, belgijski anarchista (ur. 1890)
- 25 kwietnia – Jan Chrzciciel Piamarta, duchowny katolicki, święty (ur. 1841)
- 8 maja – Ulryka Franciszka Nisch, niemiecka zakonnica, błogosławiona katolicka (ur. 1882)
- 8 czerwca – Emily Davison, brytyjska sufrażystka (ur. 1872)
- 13 czerwca – Szymon Tatar (starszy), przewodnik tatrzański (ur. 1828 lub 1832)
- 29 lipca – Tobias Asser, holenderski prawnik (ur. 1838)
- 23 września – Antoni Petruszewicz, polski duchowny greckokatolicki, historyk, filolog, polityk (ur. 1821)
- 29 września – Rudolf Diesel, niemiecki konstruktor (ur. 1858)
- 26 października – Celina Chludzińska Borzęcka, polska zakonnica, współzałożycielka zmartwychwstanek (ur. 1833)
- 14 listopada – Abraham Schmiedl, rabin (ur. 1821)
- 12 grudnia – Menelik II, cesarz Etiopii (ur. 1844)
- 30 grudnia – Jan Maria Boccardo, włoski duchowny katolicki, błogosławiony (ur. 1848)

## Zdarzenia astronomiczne
- W tym roku Słońce osiągnęło lokalne maksimum aktywności.

## Nagrody Nobla
- z fizyki – Heike Kamerlingh Onnes
- z chemii – Alfred Werner
- z medycyny – Charles Richet
- z literatury – Rabindranath Tagore
- nagroda pokojowa – Henri La Fontaine

## Święta ruchome
- Tłusty czwartek: 30 stycznia
- Ostatki: 4 lutego
- Popielec: 5 lutego
- Niedziela Palmowa: 16 marca
- Pamiątka śmierci Jezusa Chrystusa: 20 marca
- Wielki Czwartek: 20 marca
- Wielki Piątek: 21 marca
- Wielka Sobota: 22 marca
- Wielkanoc: 23 marca
- Poniedziałek Wielkanocny: 24 marca
- Wniebowstąpienie Pańskie: 1 maja
- Zesłanie Ducha Świętego: 11 maja
- Boże Ciało: 22 maja